# Йозеф Броєр
Йозеф Броєр (нім. Josef Breuer; *15 січня 1842 — †25 липня 1925) — австрійський лікар, друг і наставник Зигмунда Фрейда, засновник катартичного методу психотерапії. Поряд із Зигмундом Фройдом вважається засновником психоаналізу.

## Біографія
Йозеф був старшим із двох синів Леопольда Броєра (Leopold Breuer), вчителя релігії віденської єврейської громади, та його дружини Герти Землер (Herta Semler). Мати Йозефа померла, коли він був ще малим. До восьми років його виховувала бабуся, а навчав батько. 1858 року Броєр закінчив Віденську академічну гімназію, після чого поступив на факультет медицини Віденського університету. 1867 році Брейер здав випускні іспити й залишився працювати в університеті асистентом свого вчителя, терапевта Йоганна Оппольцера. Після смерті Оппольцера Йозеф Броєр став практикуючим лікарем. Його пацієнтами були колеги з медичного факультету віденського університету і впливові представники віденського суспільства.
1868 року Йозеф Броєр одружився з Матильдою Альтман (Matilda Altman, 1846—1931), яка згодом народила 5 дітей. Пізніше його донька Дора вчинила самогубство, намагаючись уникнути арешту нацистами. Крім цього від рук націонал-соціалістів загинула і внучка Броєра.

## Заснування психоаналізу
Броєр відомий насамперед спільним із Фрейдом дослідженням випадку Берти Паппенгайм («випадок Анни Олівайдер») — жінки, яка страждала паралічем, втратою шкірної чуттєвості, «порушенням зору і мови», тобто класичними проявами істерії. Цією пацієнткою він опікувався протягом 1880—1881 років.
Броєр з'ясував, що істерія пов'язана із травматичними переживаннями минулого, а її прояви можна редукувати або взагалі звести нанівець, якщо болючі спогади будуть відтворені в гіпнотичному стані. Цей метод він називав катартичним. Трохи згодом Броєр і Фройд виявили, що метод працює і без гіпнозу. Анна, жартуючи, називала це чисткою димаря. Для цієї форми терапії вона придумала назву — «лікування розмовами».
1893 року Фройд і Броєр опублікували працю «Про психологічний механізм істеричних феноменів», а 1895 року видали книгу «Нариси істерії», в якій розглядали випадок Анни поряд із іншими клінічними спостереженнями. Всупереч заяві про повне одужання, пацієнтка страждала важкими психічними розладами, і в наступні роки вона проходила ще багато разів стаціонарну терапію.
У листі до Зигмунда Фройда Броєр запропонував назвати таку методику психоаналізом за прикладом Шиллера, який визначив класичну п'єсу «Цар Едип» як «трагічний аналіз». Ефект від катартичної терапії досягався за допомогою відтворення травматичних подій минулого та емоційного реагування на них.

## Дослідження з фізіології
«Фізіологія» — спеціальність докторської дисертації Йозефа Броєра, тому більшість його досліджень присвячені цій дисципліні. Працюючи під керівництвом Евальда Герінга у віденській воєнно-медичній школі, Броєр був першим, хто продемонстрував роль блукаючого нерва в рефлекторній регуляції дихання. Це був відхід від ранішого психологічного пояснення, яке змінило уявлення науковців про взаємодію легень та нервової системи. Сьогодні цей механізм відомий як рефлекс Геринга-Броєра.
Крім цього, Йозеф Броєр досліджував роль півкругових каналів внутрішнього вуха у підтримці рівноваги (теорія перетікання ендолімфи в внутрішньому вусі Маха-Брейера). Йому також належать роботи про терморегуляцію організму.
1894 року Броєр був обраний член-кореспондентом Віденської академії наук.

## Вибрані праці
- Zwei Fälle von Hydrophobie. In: Wiener medizinische Wochenschrift 18 (1868). Sp. 178 f., 210—213.
- Das Verhalten der Eigenwärme in Krankheiten. In: Wiener medizinische Wochenschrift 18 (1868). Sp. 982—985, 998—1002.
- Die Selbststeuerung der Athmung durch den Nervus vagus. In: Sitzungsberichte der Akademie der Wissenschaften Wien, math.-naturw. Kl. 58/2 (1868), S. 909—937.
- Bemerkungen zu Senator's «Beiträge zur Lehre von der Eigenwärme und dem Fieber». In: Arch. path. Anat., Berlin 46 (1969), S. 391 f.
- Über Bogengänge des Labyrinths. In: Allg. Wien. med. Ztg. 18 (1873), S. 598, 606.
- Über die Function der Bogengänge des Ohrlabyrinthes. In: Med. Jb., Wien 1874. S. 72-124.
- Zur Lehre vom statischen Sinne (Gleichgewichtsorgan). Vorläufige Mittheilung. In: Anz. Ges. Ärzte, Wien 1873. Nr. 9 (17. Dezember 1873), S. 31-33.
- Beiträge zur Lehre vom statischen Sinne (Gleichgewichtsorgan, Vestibularapparat des Ohrlabyrinths). Zweite Mittheilung. In: Med. Jb., Wien 1875. S. 87-156.
- Neue Versuche an den Ohrbogengängen. In: Arch. Physiol. 44 (1889), S. 135—152.
- Über die Funktion der Otolithen-Apparate. In: Arch. Physiol. 48 (1891), S. 195—306.
- Über Brommastitis. In: Wien. med. Presse 35 (1894), Sp. 1028.
- Über Bogengänge und Raumsinn. In: Arch. Physiol. 68 (1897), S. 596—648.
- Die Krisis des Darwinismus und die Teleologie. Vortrag, gehalten am 2. Mai 1902. In: Vorträge und Besprechungen. (1902), S. 43-64. Nachdruck der Ausgabe 1902: Edition diskord, Tübingen 1986.
- Über Galvanotropismus bei Fischen. In: Zbl. Physiol., Wien 16 (1902), S. 481—483.
- Studien über den Vestibularapparat. In: Sitzungsberichte der Akademie der Wissenschaften Wien, math.-naturw. Kl. 112/3(1903), S. 315—394.
- Über den Galvanotropismus (Galvanotaxis) bei Fischen. In: Sitzungsberichte der Akademie der Wissenschaften Wien, math.-naturw. Kl. 114/3 (1905), S. 27-56.
- Über das Gehörorgan der Vögel. In: Sitzungsberichte der Akademie der Wissenschaften Wien, math.-naturw. Kl. 116/3 (1907), S. 249—292.
- Bemerkungen zu Dr. H. Abels Abhandlung «über Nachempfindungen im Gebiete des kinästhetischen und statischen Sinnes». In: Zschr. Psychol. Physiol. Sinnesorg. 45 (1907), 1. Abt., S. 78-84.
- Über Ewald's Versuch mit dem pneumatischen Hammer (Bogengangsapparat). In: Zschr. Sinnesphysiol. 42 (1908), S. 373—378.
- Curriculum vitae [1923]. In: Dr. Josef Breuer 1842—1925. Wien o. J. [1927]. S. 9-24.
- Ein telepathisches Dokument. In: Umschau 28 (1924). S. 215 f.
- Josef Breuer / Rudolf Chrobak: Zur Lehre vom Wundfieber. Experimentelle Studie. In: Med. Jb., Wien 22/4 (1867). S. 3-12.
- Josef Breuer / Sigmund Freud: Über den psychischen Mechanismus hysterischer Phänomene. Vorläufige Mittheilung. In: Neurol. Zbl. 12 (1893), S. 4-10, 43-47; zugleich in: Wien. med. Blätter 16 (1893), S. 33-35, 49-51.
- Sigmund Freud / Josef Breuer: Studien über Hysterie. Franz Deuticke, Leipzig + Wien 1895. Neudruck: 6. Auflage. Fischer, Frankfurt a. M. 1991. ISBN 3596104467
- Josef Breuer / Alois Kreidl: Über die scheinbare Drehung des Gesichtsfeldes während der Einwirkung einer Centrifugalkraft. In: Arch. Physiol. 70 (1898), S. 494—510.
- Marie von Ebner-Eschenbach / Josef Breuer: Ein Briefwechsel. 1889—1916. Bergland-Verlag, Wien 1969